# 下関市立垢田中学校
下関市立垢田中学校（しものせきしりつあかだちゅうがっこう）は、山口県下関市垢田にある公立中学校。

## 沿革
- 1984年 : 開校記念式典挙行
- 2014年 : 開校30周年記念事業

航空写真撮影（撮影写真をクリアファイルにし地域に配布）
垢田百景カレンダー2015作成・発売（この年の2年生が作成）
垢田中のマスコットキャラクター（トマジェル）完成
スクール旗作成（平成27年度の体育祭で披露）　など
- 2015年 : 第23回世界スカウトジャンボリー開催
トマジェルマグカップ作成・発売
垢田百景カレンダー2016作成・発売（この年の2年生が作成）

## 校区
- 下関市立川中西小学校
- 下関市立垢田小学校

## 部活動

### 運動部
- 野球部
- サッカー部
- 男子バスケットボール部
- 女子バスケットボール部
- 女子バレー部
- 剣道部
- 男子ソフトテニス部
- 女子ソフトテニス部
- 陸上競技部
- 男子卓球部
- 女子バドミントン部

このほか、臨時部として柔道部・硬式テニス部・水泳部・男子バドミントン部などがある。

### 文化部
- 吹奏楽部
- 美術部

## 垢田中宣言
- あ 明るく爽やかな挨拶をし
- か 感謝の気持ちを忘れずに
- だ 駄目と言える勇気を持って
- ち 地域の中で心を磨き
- ゆ 夢の実現に向けて
- う 受け継ぐ伝統生み出す伝統

## 学校スローガン
- がまんと感謝

## 主な行事
- 4月  ‐ 入学式
- 6月  ‐ 生徒総会
- 9月  ‐ 体育祭
- 10月 ‐ 文化祭
- 11月 - 小学校訪問（川中西小学校・垢田小学校）
- 3月  ‐ 卒業式

## 生徒会活動

### スローガン
- 平成22年度

Yes,pride No,dusty
- 平成23年度

皆進～by our hands～
- 平成24年度

咲種～Grow The Sucseed～
- 平成25年度

協力～It's strong～
- 平成26年度

団結～Let's Make our happiness～
- 平成27年度

凡事徹底～続けることで生まれる感動～
- 平成28年度

垢田愛〜創ろう誇れる垢田中〜
- 平成29年度

恩故知新〜垢田を愛し、日本一で恩返し〜

### 専門委員会
- 総務委員会
- 文化委員会
- 環境委員会
- 保体委員会
- 給食委員会
- 広報委員会

## ボランティア活動
- 垢田・綾羅木海岸の清掃
- 祭り翌日の清掃
- 通学路の清掃